# 차즈 오브 더 라이트 브리게이드 (1936년 영화)
차지 오브 더 라이트 브리게이드(The Charge Of The Light Brigade)는 미국에서 제작된 마이클 커티즈 감독의 1936년 영화이다. 에롤 플린 등이 주연으로 출연하였다.

## 출연

### 주연
- 에롤 플린
- 올리비아 드 하빌랜드

### 조연
- 패트릭 노울즈
- 헨리 스테펀슨
- 나이젤 브루스
- 도널드 크리스프
- 데이빗 니븐
- C. 헨리 고든
- 로버트 바랫
- 스프링 바잉톤
- E. E. 클리브
- J. 캐롤 나이쉬
- 스코티 베켓
- 조지 리가스

## 제작진
- 조연출: 잭 설리반
- 미술: 존 휴즈
- 의상: 밀로 앤더슨
- Ass-PD: 사무엘 비쇼프